# Gunhild Aaberg
Gunhild Aaberg, född 1939, är en dansk keramiker.
Tillsammans med Beate Andersen och Jane Reumert grundade Aaberg Strandstræde Keramik i Köpenhamn. Aaberg arbetar främst i stengods, ofta chamotterad och dekorerat med ristningar. Föremålen är oftast enkla bruksföremål som kannor, fat och skålar. 
Gunhild Aaberg finns representerad i Nationalmuseums samlingar.